# Linguaphone
 је компанија која омогућава самосталне курсеве учења језика већ више од сто година. Њихове услуге су доступне у више од 60 земаља и нуде курсеве више од петнаест језика. Њихови курсеви су доступни на дисковима, у mp3 форматима и mp4 форматима за све студенте и на свим нивоима знања које особе желе да имају.

## Историја
група је основана 1901. године од стране Жака Ростона, преводиоца и професора језика, пореклом из Пољске. Били су прва компанија која је увидела потенцијал комбиновања традиционалних писаних курсева са фонографским цилиндром и касније са касетама. 

## Методологија
група примењује начело „Слушај, Схвати, Причај“. Студенти се охрабрују да слушају језике које желе да науче од почетка, да почну да читају како слушају, и да говоре тек када науче да схвате оно што им језик пружа.